# فريدريك لي (لاعب كريكت)
فريدريك لي (بالإنجليزية: Frederick Lee)‏ (18 نوفمبر 1856 - 13 سبتمبر 1896) هو لاعب كريكت بريطاني (وحمل سابقاً جنسية المملكة المتحدة لبريطانيا العظمى وأيرلندا).